# Péroy-les-Gombries
Péroy-les-Gombries – miejscowość i gmina we Francji, w regionie Hauts-de-France, w departamencie Oise.
Według danych na rok 1990 gminę zamieszkiwało 779 osób, a gęstość zaludnienia wynosiła 69 osób/km² (wśród 2293 gmin Pikardii Péroy-les-Gombries plasuje się na 367. miejscu pod względem liczby ludności, natomiast pod względem powierzchni na miejscu 367.).